# Colle della Crocetta (Alpi Liguri)
La Colle della Crocetta è un valico delle Alpi Liguri alla quota di 977 m s.l.m..

## Toponimo
Oltre che Colle della Crocetta il valico è anche chiamato Colle del Pian del Morto.

## Descrizione

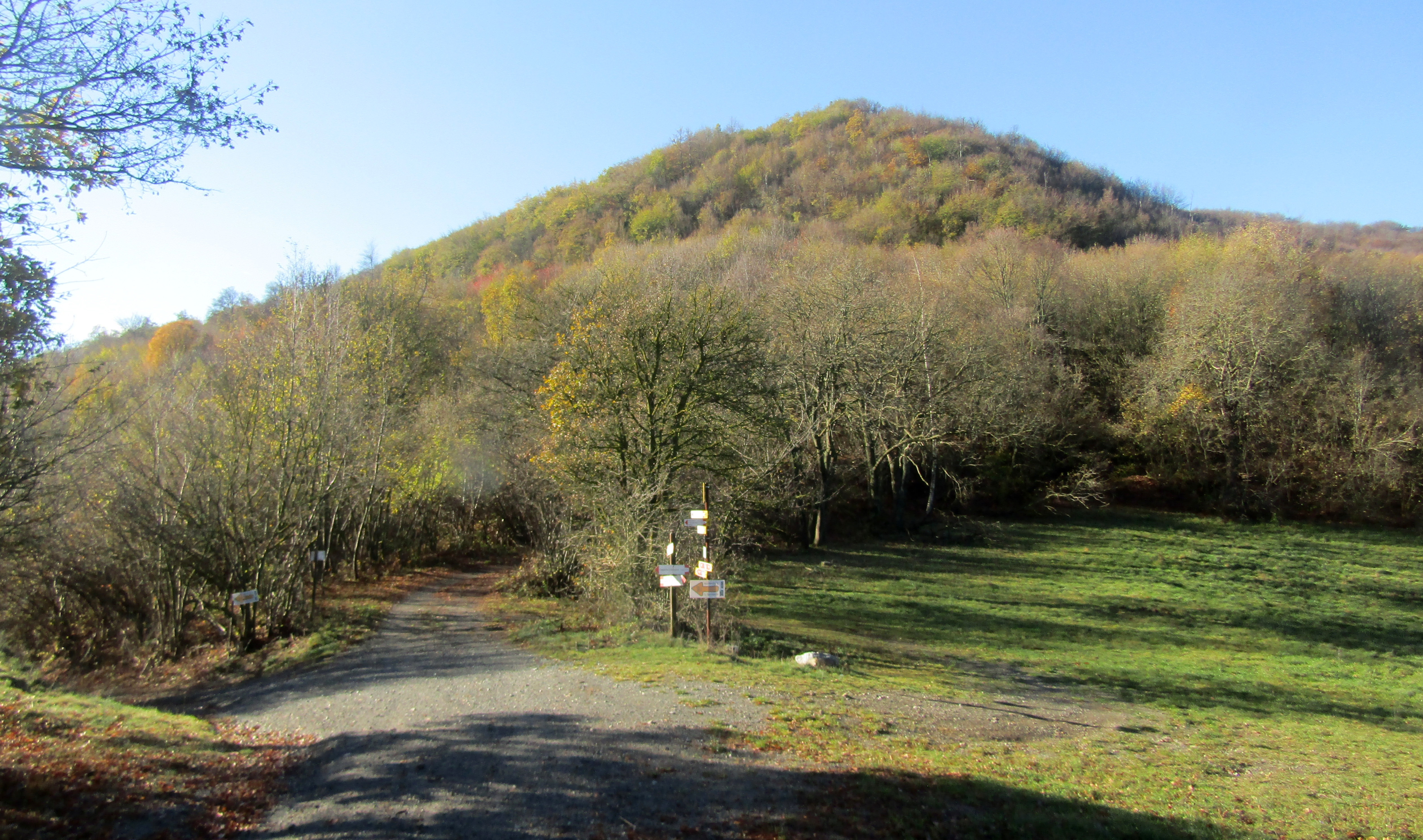
Il Bric Ciarandella visto dal valico

Il valico è collocato tra i comuni di Bagnasco e Battifollo, sulla costiera spartiacque che divide la valle del Mongia dall'Alta Val Tanaro. Si apre tra il Bric Ciarandella (a sud-ovest) e il Bric della Veja (a nord-est, 1061 m).

## Geologia
Nei pressi del Colle della Crocetta sono presenti strati arenaceo-argillosi di colore nerastro con resti di fossilizzati di Equisetum mythardum HEER.

## Accesso al valico

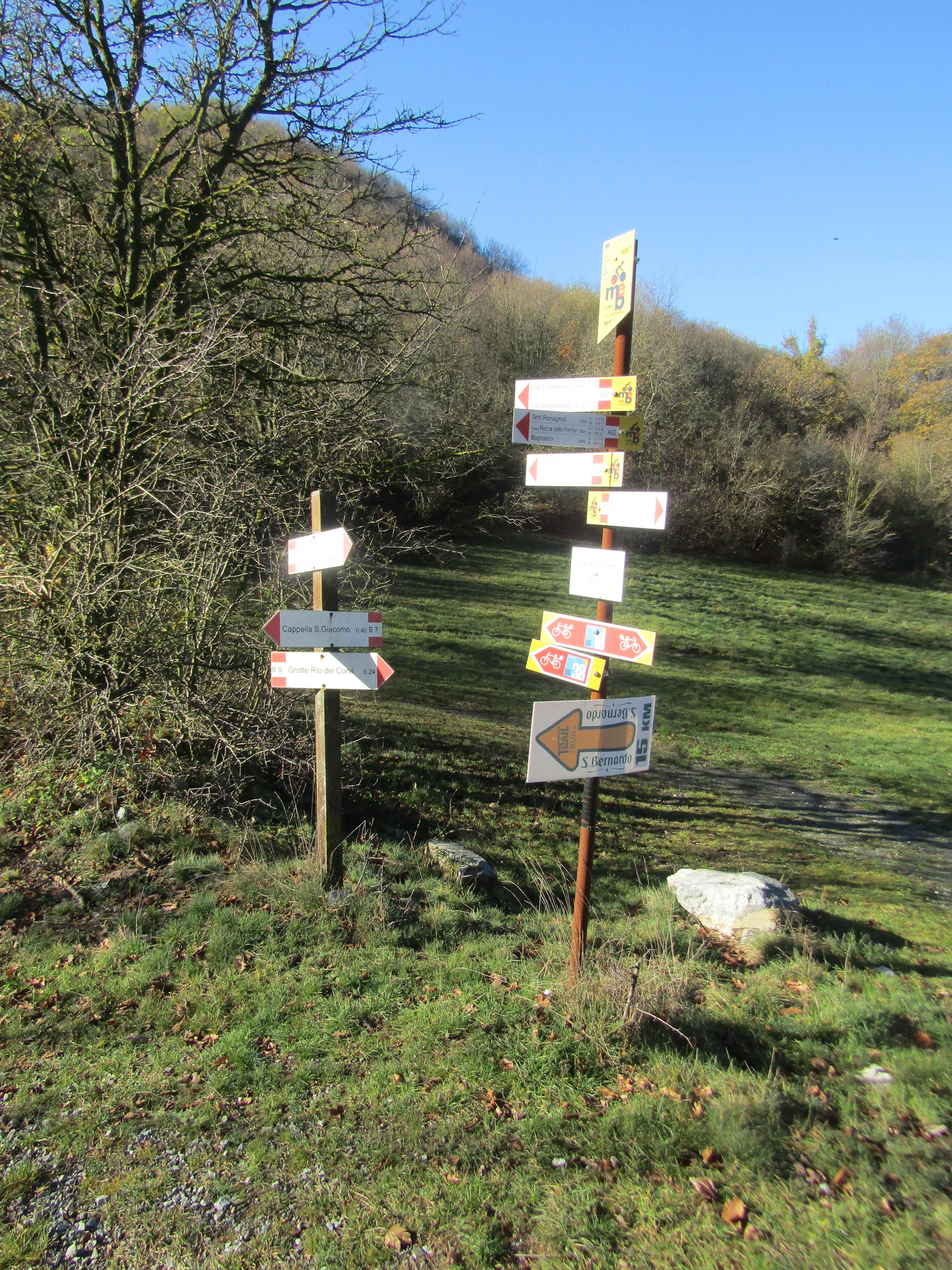
Segnalazioni escursionistiche e di gare podistiche sul colle

Si può accedere alla colle tramite varie stradine forestali che convergono sul punto di valico. Questa viabilità minore collega il Colle della Crocetta con i comuni limitrofi (Battifollo, Bagnasco e Lisio) oltre che con Viola.